# Arthur Regnault
Pour les articles homonymes, voir Regnault.
Arthur Regnault, né le 7 juillet 1839 à Bain-de-Bretagne, mort le 28 mars 1932, est un architecte français.

## Biographie
Arthur Emmanuel Marie Jean-Baptiste Regnault est né dans une famille de notables locaux, fervents catholiques. Il est le fils du docteur Emmanuel et Hortense Regnault (née Barbotin) ; il a trois frères (dont l'ainé est mort à quatre ans en 1838). Gustave sera scientifique et médecin (1835-1919) tandis que le benjamin Ernest (1841-1923) deviendra prêtre eudiste.
Il épouse Mathilde Zawadzka, d'origine polonaise, le 24 janvier 1878. Elle lui donnera neuf enfants.
Centralien de formation (promotion 1859), il en sort ingénieur diplômé à l'âge de 20 ans. Il a construit, agrandi, transformé ou réparé plus de 150 édifices publics ou privés principalement en Ille-et-Vilaine et dans les départements voisins. Certains de ses plans ont été exportés au Canada (Halifax, Caraquet, Église Sainte-Marie en Nouvelle-Écosse, église Saint-Cœur-de-Marie à Québec).
En 1911, Arthur Regnault reçoit la médaille d'or de l'Association Provinciale des Architectes Français.

## Œuvres

### Architecture religieuse
Il est surtout connu pour ses édifices religieux, des églises d'inspiration orientale comme l'église Sainte-Jeanne-d'Arc de Rennes ou encore les églises de Saint-Senoux et de Corps-Nuds aux clochers à bulbes néo-byzantins très atypiques dans le paysage breton.

#### Églises
Parmi ses réalisations, on trouve surtout des églises d'Ille-et-Vilaine :
- église Saint-Martin d’Acigné[4],[5],
- église Saint-Martin de Bain-de-Bretagne[6],[7],
- surhaussement de la nef de l'église Saint-Martin de Balazé, restauration du massif occidental et de sa flèche, prolongement de la chapelle septentrionale[8],[9],
- église Saint-Martin de La Bazouge-du-Désert[10],[11],
- façade principale (orientale) et tour-clocher couronnée d'une flèche de l'église Saint-Pierre-Saint-Paul de Bazouges-la-Pérouse[12],[13],
- église Saint-Pierre-Saint-Louis de Bédée[14],[15],
- église Notre-Dame de Bovel (clocher et porche sud exceptés)[16],[17],
- flèche du clocher de l'église Notre-Dame de Bécherel[18],[19],
- restauration de l'église Saint-Méen de Cancale[20],[21],
- restauration de l’église Les-Trois-Marie de Cardroc[22],[23],
- église Saint-Martin de Cesson-Sévigné[24],[25],
- massif occidental, clocher et sacristie de l'église Saint-Martin-de-Tours de Chantepie[26],[27],
- croisillon, prolongement de la nef et clocher de l’église Saint-Joseph de La Chapelle-aux-Filtzméens[28],[29],
- clocher de l’église Saint-Melaine de La Chapelle-de-Brain[30],[31],
- l’église Saint-Joseph de La Chapelle-des-Fougeretz[32],[33],[34],
- église Notre-Dame de Chartres-de-Bretagne[35],[36],
- église Saint-Pierre de Châteaubourg[37],[38],
- beffroi et flèche du clocher de l'église Sainte-Madeleine de Châteaugiron[39],[40],[41],
- église Saint-Georges de Châtillon-en-Vendelais (clocher excepté)[42],[43],
- flèche de l'église Saint-Martin de Chavagne[44],[45],
- église Saint-Pierre de Chelun[46],[47],
- agrandissement de l’église Saint-Pierre de Clayes (croisillons)[48],[49],
- église Saint-Pierre de Coësmes (clocher excepté)[50],[51],
- église Notre-Dame de Combourg, construction initiée sur plans de Charles Langlois[52],[53],
- restauration de l'église Saint-Melaine de Cornillé et construction du clocher[54],[55],
- église Saint-Maximilien-Kolbe de Corps-Nuds[56],[57],[58],
- église Saint-Enogat de Dinard (clocher excepté)[59],[60],
- église Saint-Martin d’Eancé[61],[62],
- église Saint-Pierre d’Epiniac[63],[64],
- église Saint-Jean-Baptiste d’Ercé-en-Lamée, construite par Aristide Tourneux mais reprise en 1899 par Regnault[65],[66],
- église Saint-Pierre-Saint-Paul d’Étrelles[65],[66],
- église Saint-Méen-et-Sainte-Croix de La Fresnais[65],[66],
- reconstruction du porche occidental et restauration de l'église Saint-Sulpice de Gennes-sur-Seiche[67],[68],
- église Notre-Dame-de-la-Visitation de Gosné[69],[70],
- clocher-porche, beffroi et flèche de la Basilique Notre-Dame de La Guerche-de-Bretagne[71],[72],[73],
- tour-clocher de l'église Saint-Martin de Guignen[74],[75],
- clocher de l'église Saint-Ouen des Iffs[76],[77],
- église Notre-Dame de Landavran (chœur excepté)[78],[79],
- église Saint-Martin-Saint-Pierre de Langan[80],[81],
- collatéraux et annexes du massif occidental de l'église Saint-André de Lanhélin[82],[83],
- église Saint-Martin de Lanrigan[84],[85],
- église Saint-Michel de Liffré (beffroi et flèche exceptés)[86],[87],
- église Saint-André de Lohéac[88],[89],
- église Saint-Pierre de Maure-de-Bretagne[90],[91],
- église Saint-Maxent de Maxent, bâtie entre 1893 et 1896[92],[93]
- église Saint-Pierre de Médréac[94],[95],
- deux travées de bas-côtés de part et d'autre du clocher de l'église Saint-Abdon-Saint-Sennen de Messac[96],[97],
- église Saint-Pierre de Monthault, le "nouveau" clocher[98],[99],
- église Saint-Martin de Montours, restauration de la tour de Charles Langlois[100],[101],
- église Saint-Pierre-ès-Liens de Montreuil-sur-Ille[102],[103],
- église Sainte-Trinité de Moussé[104],[105],
- église Saint-Pierre de Noyal-sur-Vilaine[106],[107],
- église Saint-Sulpice d’Ossé[108],[109],
- restauration de l'église Saint-Luczot-Saint-Nicolas de Pipriac[110],[111],
- église Saint-Pierre de Pleurtuit[112],[113],
- église Saint-Étienne de Plélan-le-Grand, village du Thélin[114],[115],
- église Notre-Dame de Pocé-les-Bois[116],[117],
- église Sainte-Jeanne-d'Arc de Rennes, agrandie par Hyacinthe Perrin[118],[119],
- église Saint-Hélier de Rennes, bas-côté sud et clocher[120],[121],
- église des Sacrés-Cœurs de Rennes, bas-côté sud et clocher[120],[121],
- église Saint-Aubin de Saint-Aubin-d'Aubigné[122],[123],
- église Saint-Christophe de Saint-Christophe-des-Bois[124],[125],
- église Saint-Hermeland de Saint-Erblon[126],[127],
- clocher de l'église Saint-Georges de Saint-Georges-de-Reintembault[128],[129],
- église Saint-Guillaume  de Saint-Gonlay[130],[131],
- Église Saint-Pierre de Saint-Père-Marc-en-Poulet[132],[133],
- clocher de l'église Saint-Rémy de Saint-Rémy-du-Plain, clocher[134],[135],
- église Saint-Abdon-Saint-Sennen de Saint-Senoux[136],[137],
- église Saint-Sulpice de Saint-Sulpice-des-Landes[138],[139],
- clocher de l'église Sainte-Colombe de Sainte-Colombe[140],[141],
- église Saint-Pierre de La Selle-en-Coglès (massif occidental excepté)[142],[143],
- église Saint-Melaine de Thorigné-Fouillard[144],[145],
- église de la Sainte-Trinité à Tinténiac[146],[147].
- église Saint-Étienne de Tressé[144],[145],

Six églises se situent hors d’Ille-et-Vilaine :
- église Saint-Lunaire de Loscouët-sur-Meu, Côtes-d'Armor,
- église Saint-André au Roc-Saint-André, Morbihan[148],[149],
- église du Sacré-Cœur au Saint-Judoce, Côtes-d’Armor[150],[151],
- église Saint-Cœur-de-Marie, Québec, Québec;
- église d’Halifax,
- église de Caraquet,
- église Sainte-Marie de Pointe-de-l'Église en Nouvelle-Écosse,

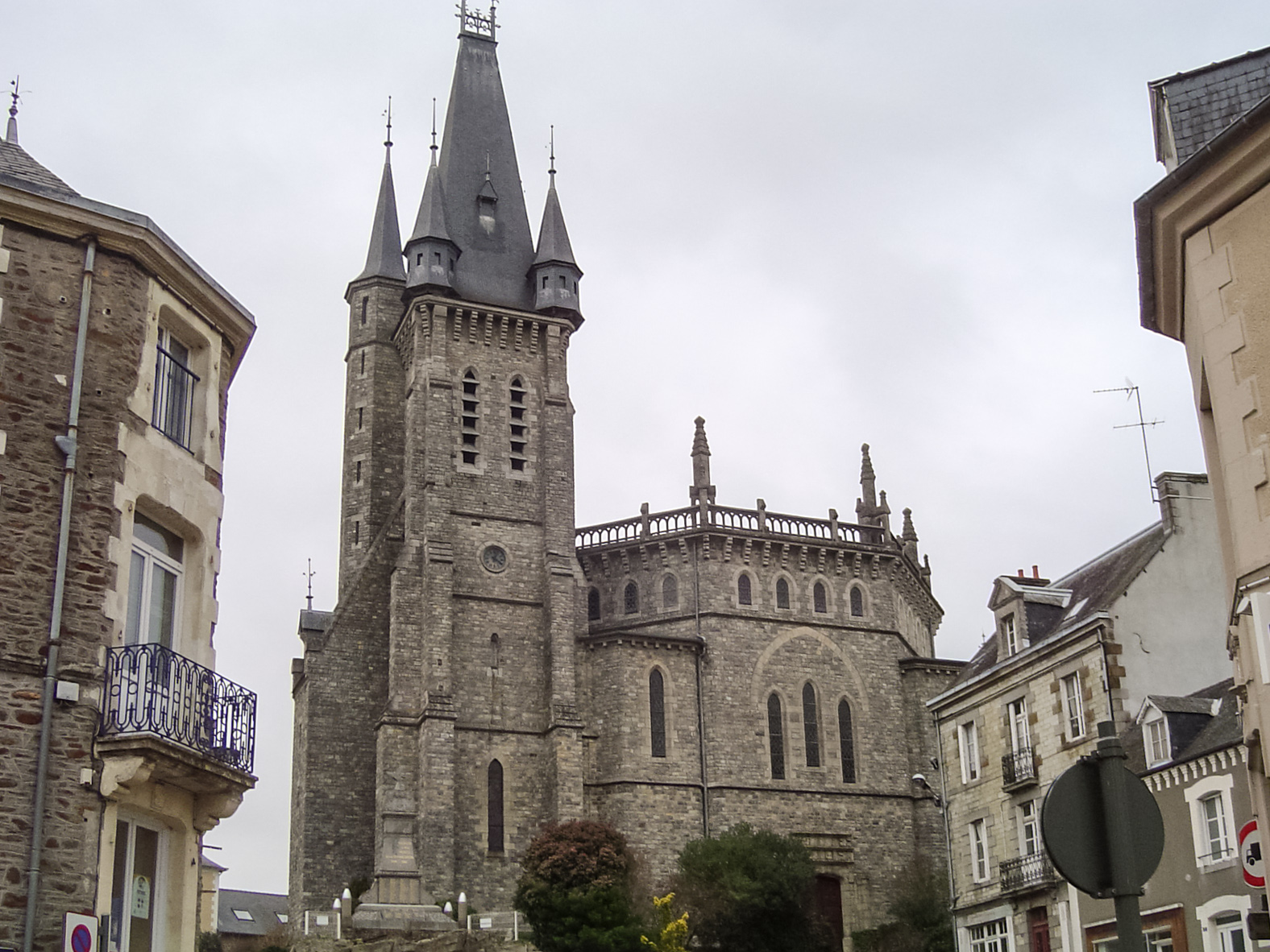
Église Saint-Pierre de Châteaubourg.
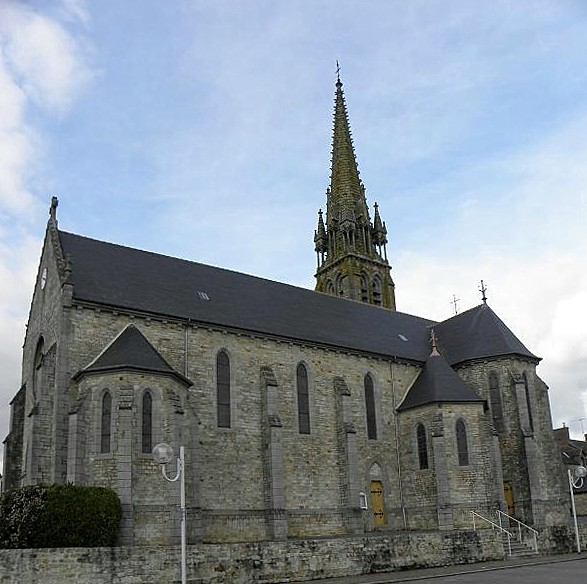
Église Notre-Dame de Pocé-les-Bois.
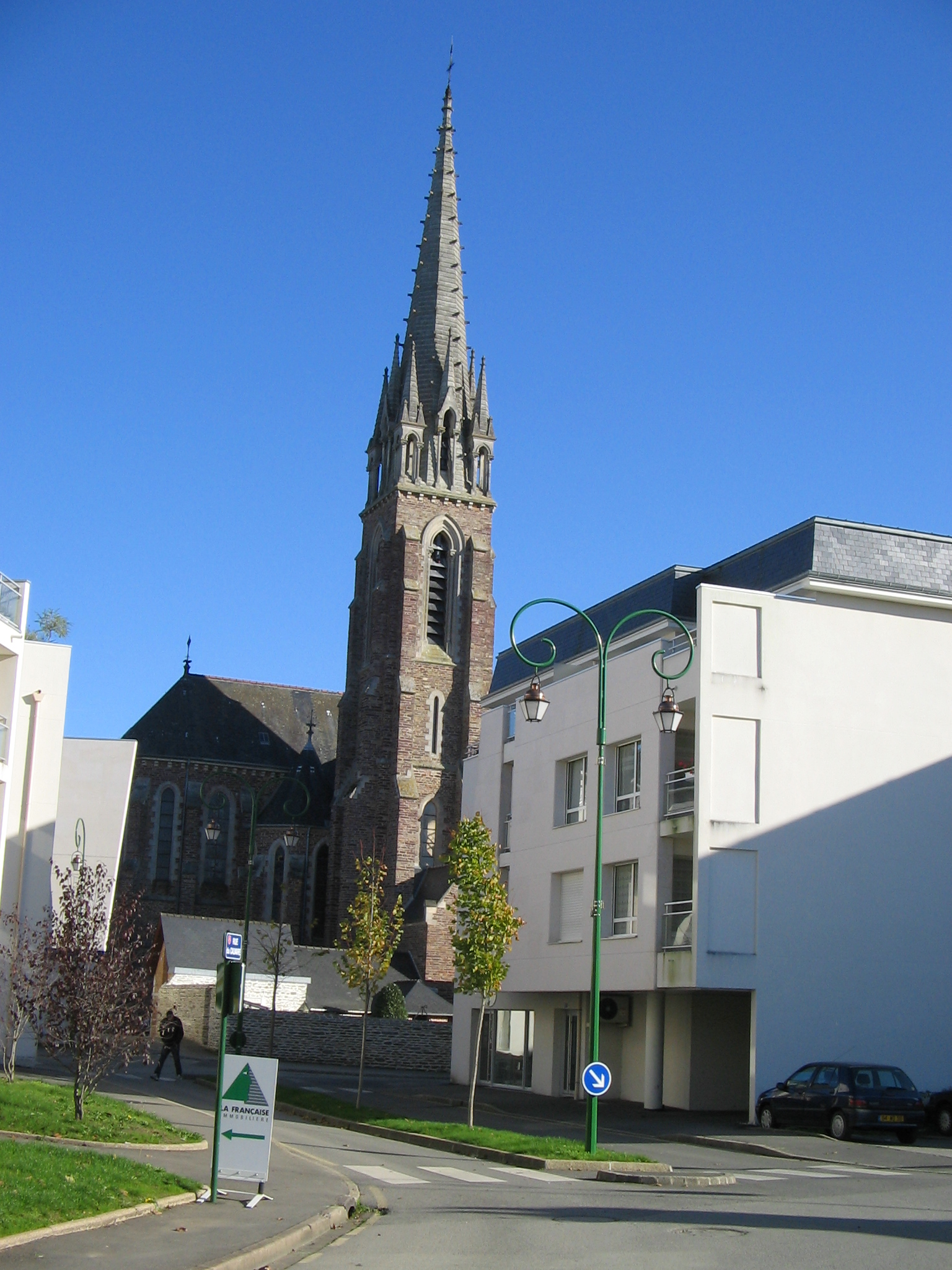
Église de Cesson-Sévigné.
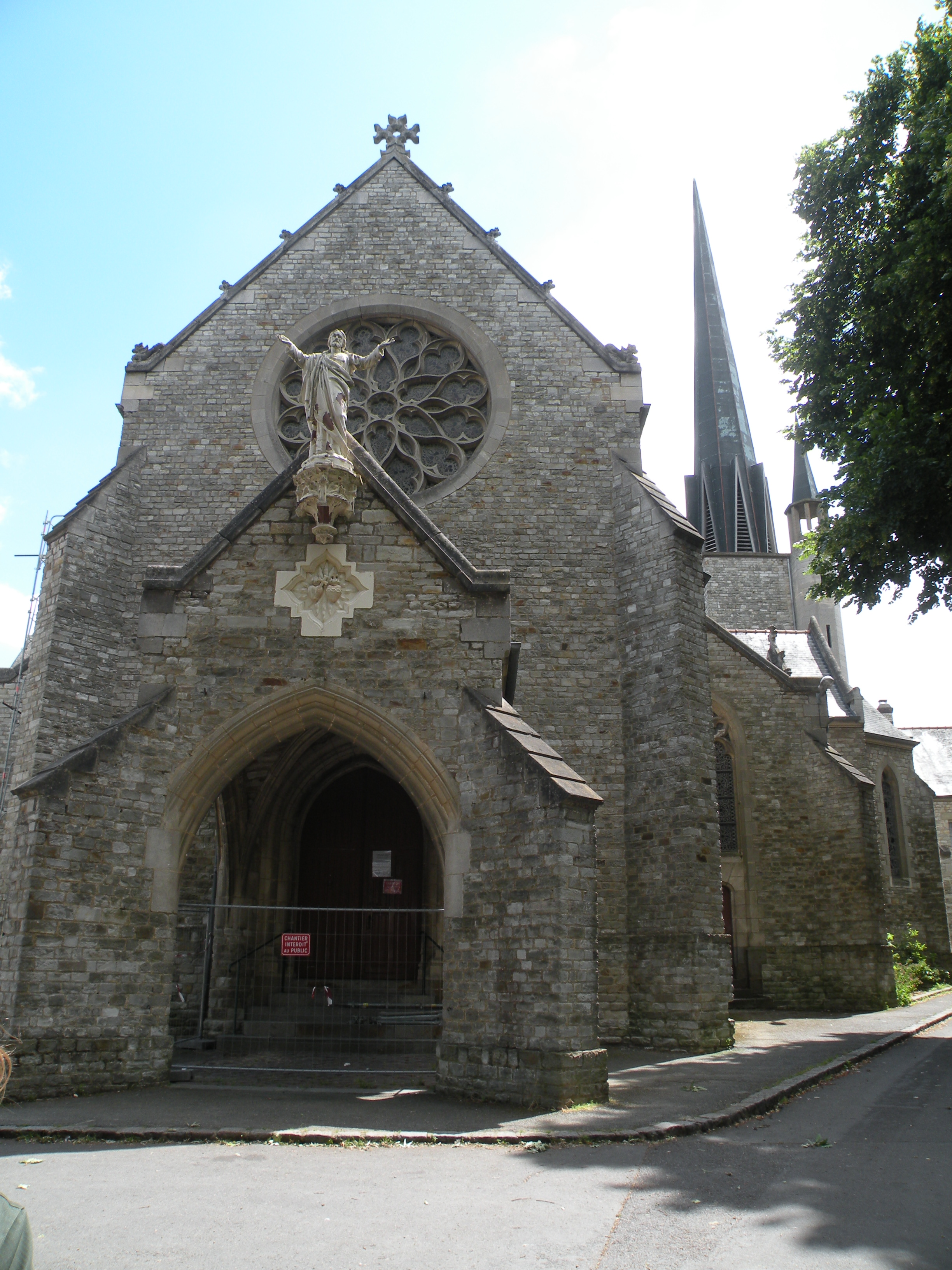
Église des Sacrés-Cœurs à Rennes.
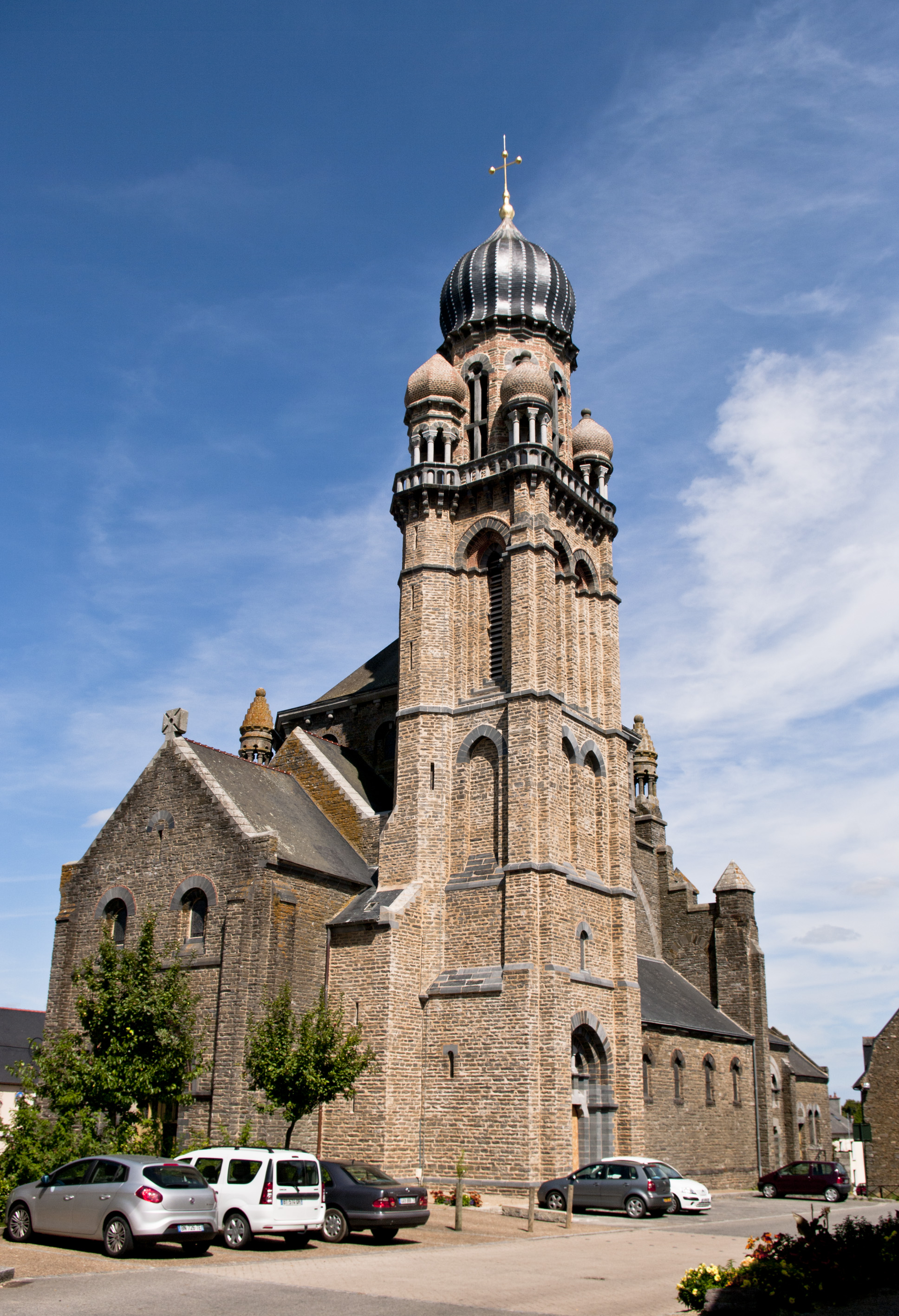
Église Saint-Maximilien Kolbe à Corps-Nuds.

#### Autres édifices religieux
Chapelles :
- chapelle à Clayes[152],[153],
- chapelle Toussaints puis Saint-Roch à Étrelles[154],[155],
- chapelle Saint-Melaine-Notre-Dame-des-Armées à Pancé[156],[157],
- chapelle du Châtellier à Pléchâtel[158],[159].
- chapelle du collège Sainte-Croix à Châteaugiron.

Croix :
- Croix de la Mission

Séminaire :
- séminaire Saint-Yves à Rennes.

### Architecture civile
- porterie monumentale du château de Landal à Broualan,
- château de Langon[160],[161],
- école de Langon[162],[163],
- château de la Ville Der au Roc-Saint-André, Morbihan[164],
- château de Toulancoat à Rosnoën, Finistère[165],[166],
- de nombreuses maisons et hôtels à Rennes :
  - maison, 27 rue Brizeux[167],
  - maison, 4 rue François-Broussais[168],
  - maison, 6 rue François-Broussais[169],
  - maison Adolphe Gilles, 64 rue Jean-Guéhenno, construite en 1894[170],
  - hôtel Gilles, 61 rue Jean-Guéhenno, construite en 1905[171],
  - ancienne maison Gilles, 63 rue Jean-Guéhenno, construite en 1912[172],
  - hôtel, 38 rue Jean-Guéhenno, construit vers 1875[173],
  - hôtel, 40 rue Jean-Guéhenno, construit vers 1900[174],
  - hôtel, 42 rue Jean-Guéhenno, construit en 1902[175],
  - les deux hôtels Pontallié, 17 et 19 rue du Général-Maurice-Guillaudot, construit en 1869-1870[176],
  - maison, 7 rue de la Palestine et 20 rue du Thabor[177],
  - maison, 99 rue de la Palestine[178],
  - hôtel, 25 et 27 boulevard de Sévigné, construit en 1882[179],
  - hôtel, 28 boulevard de Sévigné, construit en 1869[180],
  - hôtel, 30 boulevard de Sévigné, construit en 1869[181],
  - hôtel, 32 boulevard de Sévigné[182],
  - hôtel dit maison Derôme, 38 et 40 boulevard de Sévigné, construit en 1868[183],
  - hôtel du sénateur Léon Jenouvrier, 41 boulevard de Sévigné, construit entre 1876 et 1879[184],
  - hôtel Gavouyère, 44 boulevard de Sévigné, construit en 1869[185],
  - hôtel, 16 rue Thiers, construit en 1908 pour Pinczon du Sel[186],
  - lotissement Régnault situé rues Edouard-Vaillant, de la Bascule et Pierre-Curie[187],
  - lotissement Régnault-Monteret situé rue de la Petite-Touche[188],
  - école Saint-Sauveur, actuellement Notre-Dame des Miracles située 14 rue de La-Motte-Picquet, construite en 1898 et agrandie en 1964 par Pommereuil[189].